# Eleutherococcus setulosus
Eleutherococcus setulosus là một loài thực vật có hoa trong Họ Cuồng cuồng. Loài này được (Franch.) S.Y.Hu mô tả khoa học đầu tiên năm 1980.